# Partición de un conjunto

Partición en 6 subconjuntos.

Una partición de un conjunto A está formada por los subconjuntos A1, A2, A3, ..., An, los cuales deben cumplir:
- Que la unión de todos los subconjuntos sea igual al conjunto dado.

A1 {\displaystyle \cup } A2 {\displaystyle \cup } A3 {\displaystyle \cup } ... {\displaystyle \cup } An = A
- Que todos los subconjuntos sean disjuntos entre sí.
- Que ningún subconjunto sea vacío.

Esta división se representa mediante una colección o familia de subconjuntos de dicho conjunto que lo recubren.
El concepto de partición está ligado al de relación de equivalencia: toda relación de equivalencia sobre un conjunto {\displaystyle A} define una partición de {\displaystyle A}, y viceversa. Cada elemento de la partición corresponde a una clase de equivalencia de la relación
Ejemplo:
Dado el conjunto A = {1, 2, 3} se define su partición como:
A1 = {1} ⋃ {2} ⋃ {3}
A2 = {1,2} ⋃ {3}
A3 = {1} ⋃ {2,3}
A4 = {1,3} ⋃ {2}
A5 = {1, 2, 3}

## Número de particiones
El número de particiones posibles para un conjunto finito solo depende de su cardinal n, y se llama el número de Bell Bn. Los primeros números de Bell son B0 = 1, B1 = 1, B2 = 2, B3 = 5, B4 = 15, B5 = 52, B6 = 203, ...